# Lil Tjay
Tione Jayden Merritt (nascido em 30 de abril de 2001), conhecido pelo seu nome artiístico, Lil Tjay, é um rapper e cantor americano. Seu nome artístico deriva da utilização da primeira letra de seu primeiro nome e das três primeiras letras de seu nome do meio.
Em 2018, Lil Tjay assinou contrato com a Columbia Records. O álbum de estreia de Lil Tjay, True 2 Myself, foi lançado em 2019. No ano seguinte, ele lançou a mixtape State of Emergency que apresenta apenas artistas de Drill Music da cidade de Nova York. True 2 Myself estreou na posição de número 5 na Billboard 200, marcando o álbum como seu prmeiro lançamento nas paradas. Seu segundo álbum de estúdio, Destined 2 Win, foi lançado em 2021 e incluiu o single "Calling My Phone", uma colaboração com o cantor americano 6lack, sua canção de maior sucesso até então.

## Infância
Merritt nasceu no bairro do Bronx, na cidade de Nova York. Ele foi criado por uma mãe solteira e tinha dois irmãos mais novos no que foi descrito como um apartamento "espaçoso". Merritt se autodenominava a criança mais problemática entre os três, já que costumava se envolver em pequenos roubos e brigas na escola. Aos 15 anos, Merritt foi preso por um de seus roubos e foi condenado por um ano a um centro de detenção de jovens, onde começaria a escrever letras de rap; incluindo uma de suas canções de sucesso, "Resume", que Tjay lançou no SoundCloud.

## Carreira

### 2016–2019: Começo, contrato de gravação eTrue 2 Myself
Em 2016, Lil Tjay começou a lançar músicas no SoundCloud. "Resume", uma de suas primeiras canções, foi lançada quando Lil Tjay tinha 16 anos e rapidamente começou a se espalhar online.
Em 10 de março de 2018, Lil Tjay competiu e ficou em primeiro lugar no Coast 2 Coast LIVE NYC All Ages Edition, onde sua performance ganhou a atenção de uma gravadora  A&R que estava presente para julgar sua apresentação. Logo depois, Lil Tjay lançou o single "Brothers", que se tornou sua maior música na época e o levou a assinar com a Columbia Records.
Nos primeiros dez meses da carreira musical de Lil Tjay, ele lançou cinco faixas que alcançaram mais de um milhão de reproduções no SoundCloud. "Brothers", "Resume", "Goat" e "Leaked" cada um acumulou dezenas de milhões de streams. Em julho de 2018, Lil Tjay trabalhou com o produtor CashMoneyAP para lançar "None of Your Love", que também reuniu dezenas de milhões plays. Lil Tjay lançou seu primeiro EP No Comparison no final de 2018.
Em janeiro de 2019, Lil Tjay foi destaque no single "Pop Out" do rapper norte-americano Polo G, que alcançou a posição de número 11 na Billboard Hot 100. Em julho, ele foi apresentado na faixa  "Lying" da boy band PrettyMuch. Mais tarde naquele ano, ele lançou um EP intitulado F.N; o primeiro single do projeto, "F.N", alcançou a posição de número 56 na Billboard Hot 100 e se tornou sua primeira música solo. Lil Tjay lançou seu álbum de estreia True 2 Myself em 11 de outubro de 2019. Ele estreou e alcançou a posição número 5 na Billboard 200 dos EUA. Em dezembro, ele participou de um remix da canção "Valentino" de 24kGoldn.

### 2020–presente:State of EmergencyeDestined 2 Win
No início de 2020, Lil Tjay alcançou o Billboard Hot 100 novamente com seu single "20/20", que alcançou a posição de número 94 na parada. Em 8 de maio de 2020, Lil Tjay lançou o EP State of Emergency, que se concentrava fortemente em Drill Music, um subgênero popular na cidade de Nova York. O EP de sete faixas incluiu a faixa "Zoo York", com Fivio Foreign e Pop Smoke, que alcançou a posição de número 65 no Hot 100. Em julho de 2020, Lil Tjay apareceu no álbum de estreia póstumo do Pop Smoke, Shoot for the Stars, Aim for the Moon, na faixa "Mood Swings", que alcançou a posição de número 17 na Billboard Hot 100. Em 11 de agosto, Lil Tjay foi incluído no Freshman Class 2020 da revista XXL. Em outubro, Lil Tjay insinuou o lançamento de um novo projeto no Twitter.
Em 12 de fevereiro de 2021, Lil Tjay lançou seu single "Calling My Phone", uma colaboração com a cantor american 6lack, com um videoclipe dirigido por Cam Busby. A canção estreou no número três na Billboard Hot 100, tornando-se o single de maior sucesso na carreira de Lil Tjay. Em 19 de março, Lil Tjay lançou "Headshot", uma colaboração com Polo G e Fivio Foreign como o segundo single de seu segundo álbum de estúdio, Destined 2 Win, lançado em 2 de abril de 2021. O álbum tem 21 faixas no total.

## Arte
Influenciado por sua criação no Bronx, Lil Tjay é um rapper melódico que frequentemente usa Auto-Tune em suas canções. Ele fez comparações com o rapper nova-iorquino A Boogie wit da Hoodie. Em uma entrevista à Rolling Stone, ele revelou que suas maiores influências musicais são Drake, Meek Mill e Usher. Na mesma entrevista, Lil Tjay descreveu sua música como tendo um som melódico ao cantar ou fazer rap sobre suas lutas passadas. Lil Tjay também credita seu sucesso ao ano passado na prisão, onde ele afirma que sua habilidade de escrever canções atingiu o pico. No artigo em destaque da Pitchfork sobre Lil Tjay, ele é referido como um "galã do hip-hop". Mais tarde na entrevista, Lil Tjay explicou que ele é frequentemente chamado de "Justin Bieber do Bronx" por causa de seu sample de "Baby" de Justin Bieber.

## Performances ao vivo
Lil Tjay acompanhou o rapper Lil Mosey, de Seattle, em sua turnê nacional ao longo de 2019. Ele também se apresentou no festival de música Rolling Loud Miami, com Migos, Travis Scott e Kid Cudi em Miami Gardens, Flórida, em maio de 2019 e no Festival de Los Angeles em dezembro. Ele frequentemente aparece e se apresenta em shows com o amigo Jay Gwuapo.

## Discografia
- True 2 Myself (2019)
- Destined 2 Win (2021)